# Каполома
Каполо́ма (англ. Kapoloma) — традиційна громада у складі дистрикту Мачинга Південного регіону Малаві.
Населення — 15789 осіб (2018).